# Sapiehów
Sapiehów [pronunciación en polaco: /saˈpʲɛxuf/] es una aldea ubicada en el distrito administrativo de Gmina Sosnówka, dentro del condado de Biała Podlaska, voivodato de Lublin, en el este de Polonia. Se encuentra a unos 6 kilómetros al norte de Sosnówka, a 30 kilómetros al sureste de Biała Podlaska, y a 81 kilómetros al noreste de la capital regional Lublin.